# Rapua
Rapua australis es una especie de araña araneomorfa de la familia Desidae. Es la única especie del género monotípico Rapua.  Es nativa de Nueva Zelanda.